# Auzeodes perculta
Auzeodes perculta är en fjärilsart som beskrevs av Louis Beethoven Prout. Auzeodes perculta ingår i släktet Auzeodes och familjen mätare. Inga underarter finns listade i Catalogue of Life.